# قرنفل بري
القرنفل البري هو نوع من القرنفل موجود في أوروبا، وخاصة في جبال الألب، ويقال أيضًا أنه موجود في جبال اليونان. ساقه فرعاء تعلو من 15 إلى 35 سم، وأوراقه جامدة النصل، وأزهاره عادمة العرف، فردية التجمع، بتلاتها مسننة الحتار الخارجي، وردية اللون أو حمراء، موجودة أيضًا في لبنان.